# Marmax splendissima
Marmax splendissima är en fjärilsart som beskrevs av James John Joicey och Talbot 1924. Marmax splendissima ingår i släktet Marmax och familjen Thyrididae. Inga underarter finns listade i Catalogue of Life.